# Деркул (селище)
Дерку́л (каз. Дерқұл) — селище у складі Уральської міської адміністрації Західноказахстанської області Казахстану. Адміністративний центр Деркульської селищної адміністрації.
Населення — 28407 осіб (2021; 9786 у 2009, 8606 у 1999, 8385 у 1989).